# ازدواج همجنس در آفریقای جنوبی

Same-sex sexual activity legal
Same-sex marriage
No recognition of same-sex couples
Same-sex sexual activity illegal
Not enforced or unclear
Penalty
Life in prison
Death penalty

ازدواج همجنس در آفریقای جنوبی از ۳۰ نوامبر ۲۰۰۶ قانونی بوده‌است. تصمیم دادگاه قانون اساسی آفریقای جنوبی در اول دسامبر ۲۰۰۵ بر اساس کامن لا برا این بود که تعریف ازدواج به ازدواج همجنس نیز گسترش یابد و به پارلمان آفریقای جنوبی یک سال فرصت داد تا نابرابری ازدواج را در مورد همجنس‌گرایان از بین ببرد. آفریقای جنوبی پنجمین کشور، اولین در آفریقا و دومین در خارج از اروپا بود که ازدواج همجنس‌ را قانونی کرد.

## انتقادها
در قانون ازدواج همجنس‌ آفریقای جنوبی به مراکز ثبت ازدواج اختیاری داده شده است مبنی بر اینکه آن‌ها در نپذیرفتن زوج‌های همجنس‌گرا در صورتی که با همجنس‌گرایی مخالف باشند، آزاد هستند. این مسئله موجب انتقادهایی از سوی فعالان حقوق همجنس‌گرایان شده است. آنان معتقدند این بخش از قانون موجب تبعیض علیه زوج‌های همجنس می‌شود.